# Det är en härlig ting
Det är en härlig ting är en nattvardspsalm med text och musik skriven 1877 av Nils Frykman.

## Publicerad i
- Psalmer och sånger 1987 som nr 428 under rubriken "Kyrkan och nådemedlen - Nattvarden".[1]